# Gấu dung nham
Gấu dung nham (còn được gọi với cái tên khác là gấu chó Bắc Mỹ) là một loại gấu đen Mỹ (Ursus Americanus) được tìm thấy trong các tầng dung nham ở phía nam trung tâm Oregon. Con vật được mô tả là một con gấu rất nhỏ với bộ lông màu nâu nhạt. Một vài con gấu dung nham đã bị giết hoặc bị bắt có kích thước lớn hơn một con lửng. Nó từng được cho là một loài riêng biệt. Tuy nhiên, các nhà khoa học kiểm tra các mẫu vật xác định rằng các con vật bị còi cọc do môi trường khắc nghiệt mà chúng sống. Ngày nay, người ta thừa nhận rằng gấu dung nham không bao giờ tồn tại với vị thế là một loài độc nhất.

## Ngoại hình
Khi gấu dung nham được bắt gặp lần đầu tiên vào đầu thế kỷ 20, người ta đã suy đoán rằng chúng có thể là một loài riêng biệt, có thể là một giống gấu lùn. Những con gấu nhỏ bé có hình dáng như gấu đen theo nhiều cách, nhưng nhỏ hơn nhiều với bộ lông xù có màu nâu nhạt, tương tự như gấu xám. Mẫu vật được các thợ săn bắt được chỉ có kích thước lớn hơn một con lửng. Chúng dài khoảng 17 inch (43 cm) đến 30 inch (76 cm) và cao từ 12 inch (30 cm) đến 18 inch (46 cm). Những con gấu này nặng từ 23 pounds (10 kg) đến 35 pounds (16 kg). Lông xám trên mõm của chúng cùng với móng vuốt và răng mòn, chỉ ra rằng một số mẫu vật là gấu trưởng thành.
Một trong những mẫu gấu dung nham đầu tiên được lấy trong tự nhiên đã được gắn và gửi đến Cục Khảo sát Sinh học Hoa Kỳ tại Washington, Quận Columbia. Cuối cùng, nhà khoa học xác định rằng gấu dung nham là gấu đen Mỹ (Ursus Americanus), bị suy dinh dưỡng do môi trường khắc khổ nơi các loài động vật sống và kiếm ăn.